# Sela pri Raki
Sela pri Raki so naselje v Občini Krško.